# Gustav Spangenberg

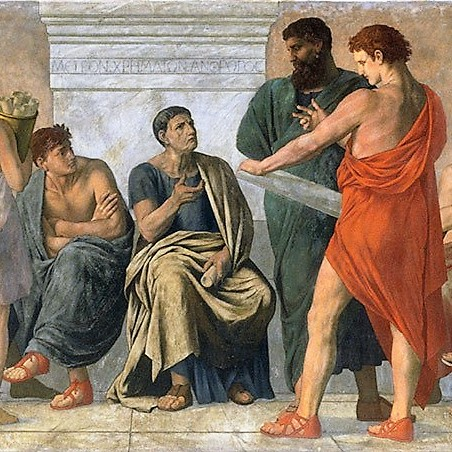
Szkoła Arystotelesa

Gustav Adolph Spangenberg (ur. 1 lutego 1828 w Hamburgu, zm. 19 listopada 1891 w Berlinie) – niemiecki malarz historyczny.
Kształcił się w Hamburgu pod kierunkiem Hermanna Kauffmanna, następnie w Hanau pod kierunkiem Theodora Pelissiera. W latach 1849–1851 przebywał w Antwerpii, a 1851–1857 w Paryżu. Od 1869 był profesorem berlińskiej Akademii Sztuk.